# 4º Reggimento artiglieria controaerei "Peschiera"
Il 4º Reggimento artiglieria controaerei "Peschiera" è un reggimento dell'Esercito Italiano, alle dipendenze del Comando artiglieria controaerei. Il Reggimento di stanza a Mantova è l’unica unità in ambito nazionale ad essere dotato del sistema missilistico SAMP/T, dotato di missili a lancio verticale ASTER, in grado di contrastare sia la minaccia aerea sia la minaccia di missili balistici.

## Organizzazione
Il 4º Reggimento Artiglieria Controaerei "Peschiera" è costituito da:
- Comando di Reggimento;
- Batteria Comando e Supporto Logistico;
- Compagnia Trasmissioni;
- Gruppo Artiglieria Controaerei:
  - Comando di Gruppo:
    - Batteria Supporto e Controllo del Fuoco;
    - 4 Batterie Artiglieria Controaerei, operative dotate del si.ar. SAMP/T.

## Storia
Il Reggimento trae origine IV Raggruppamento Batterie Antiaeree, costituito nel 1917 nel corso del primo conflitto mondiale e sciolto nel 1919. Nel 1926 venne formato a Peschiera del Garda il "4° Centro controaerei", costituitosi ufficialmente a Mantova il 1º gennaio 1927 con la denominazione di "4° Centro artiglieria controaerei", cui venne assegnato il motto "In hostium aquilas ignem ferre" e venne armato con cannoni contraerei 75/27 C.K. ed articolato su due Gruppi e due Reparti Foto Elettricisti, oltre il Comando e Compagnia Deposito;.
Il 1º giugno 1930 la sua denominazione venne cambiata in "4º Reggimento artiglieria controaerei autocampale" e nel 1934 in "4º Reggimento artiglieria controaerei" ed equipaggiato con cannoni 75/46 antiaerei.
Nel 1931 i due reparti fotoelettricisti erano stati sciolti per dar vita a due sezioni, entrate a far parte integrante dell'organico dei due gruppi e nell'ottobre del 1932 il II Gruppo era stato trasferito a Mantova sede del Comando di Reggimento.
L'8 gennaio 1936, a Mantova al reggimento fu consegnata la Bandiera di guerra che il 19 gennaio raggiunse il Comando di Reggimento a Marsala, dove il comando del reggimento e alcuni reparti erano stati trasferiti, nel corso della guerra di Etiopia, per la difesa contraerei della Sicilia occidentale, mentre altri reparti erano stati dislocati a Roma, per la difesa contraerei della Capitale. Terminato il conflitto, tutti i reparti fecero rientro l'11 maggio 1936 a Mantova.
All'entrata in guerra dell'Italia nel secondo conflitto mondiale, nel giugno 1940 il Reggimento prese parte con il XVII e il XXII Gruppo artiglieria controaerei alle operazioni contro la Francia sul fronte alpino occidentale inquadrato nella 1ª Armata, e, in seguito alla fine delle operazioni, concluse nello stesso mese con la firma, il 24 giugno, dell'armistizio di Villa Incisa, il 28 giugno il XVII ed il XXII vennero inviati in Africa Settentrionale alle dipendenze del 2º Reggimento Artiglieria Controaerei per l'impiego operativo, e vennero distrutti e catturati con mezzi e materiali durante l'offensiva della Western Desert Force inglese su Bardia, nel dicembre 1940, mentre il Comando di reggimento con altri tre gruppi da 75/27 e con due gruppi avuti dal 1° Regimento artiglieria contraerea furono inviati sulla frontiera orientale, quella con la Jugoslavia, assegnata alla 2ª Armata.
Il 20 luglio 1940, presso il 4º Reggimento in Mantova, venne costituito il XLIII Gruppo da 75/50 che, inviato in Africa Settentrionale, prese parte attiva all'intera campagna fino alla fase finale della Campagna di Tunisia che si concluse il 13 maggio 1943, con la resa della 1ª Armata italo-tedesca, comandata dal generale Messe.
Nel marzo del 1942 con la denominazione di 4º Raggruppamento artiglieria controaerei, al comando del colonnello Giuseppe di Martino prese parte alla campagna di Russia, inquadrato nella 8ª Armata del CSIR, guadagnando una "Medaglia di Bronzo al Valor Militare".
Sciolto in seguito alle vicende che seguirono l'armistizio dell'8 settembre 1943 e allo sbandamento del Regio Esercito, il reggimento venne ricostituito nella sede di Albenga  il 24 maggio 1947 nel quadro della riorganizzazione dell'Esercito Italiano con la denominazione di 4º Reggimento artiglieria controaerei leggera e inquadrato nella Divisione fanteria "Mantova". Al reggimento venne assegnato il nuovo motto "Col fuoco infango l'ala del nemico" e nel luglio dello stesso anno venne trasferito nella sede di Cervignano del Friuli dove il 4 novembre ricevette la Bandiera di guerra.
Il 30 giugno 1951 il reggimento viene sciolto ed i Gruppi dipendenti assegnati ai Reggimenti da Campagna della Divisione di fanteria "Mantova", per essere ricostituito il giorno dopo, 1 luglio 1951, a Riva del Garda con la denominazione di 4º Reggimento artiglieria controaerei pesante, equipaggiato inizialmente con cannoni da 90/53, che avevano armato alcune batterie verso la fine della guerra e posto alle dipendenze del IV Corpo d'armata. Il reggimento ricevette l'attuale motto "Contro l'ala avversa".
Nel novembre 1955 venne trasferito a Verona.
Dal 1962 la difesa aerea nazionale (DAN) viene integrata in quella NATO e il 1º ottobre 1964 1964, il reggimento passato alle dipendenze del Comando artiglieria controaerei di Padova assumendo la denominazione di 4º Reggimento artiglieria missili controaerei venne equipaggiato con il sistema missilistico antiaereo Hawk. In seguito alla sua radicale trasformazione organica il reggimento assunse la seguente articolazione:
- Comando di Reggimento
- 1º Gruppo Missili;
- 2º Gruppo Missili;
- 24ª Compagnia Trasmissioni.

Il 1º agosto 1968 il 4º Reggimento fece ufficialmente il suo rientro nella storica sede di Mantova.
Tra il 1975 e il 1977, il sistema missilistico "Hawk" venne sottoposto ad un primo processo di potenziamento e nel 1983 ad un programma di modifiche che ne migliorarono i tempi di reazione, controllo e trasmissione automatica delle informazioni operative, conferendogli una maggiore resistenza alle contromisure elettroniche.
Nel 1985 i comandi dei Gruppi del Reggimento, vennero dotati dell'apparato di alta tecnologia e di alta affidabilità Battallion Operation Center BOC-ANTSQ/73, che conferisce al sistema un'elevatissima possibilità di comando e controllo delle batterie dipendenti.
L'11 maggio 1991 il Presidente della Repubblica ha concesso al 4º Reggimento artiglieria missili controaerei il nuovo Stemma araldico.
Nel 1992 assunse la denominazione "4º Reggimento Artiglieria controaerei". Nello stesso periodo, il missile Stinger, a cortissima portata, ha sostituito il complesso quadruplo di mitragliatrici Browning 12,7 mm, che era l'arma contraerea leggera più diffusa alla fine della seconda guerra mondiale.
Nel 1996 il reggimento ebbe in dotazione il sistema controcarro "Folgore", cannone da 80 mm senza rinculo ed assunse con l'appellativo di "Peschiera" e dal 1º settembre 1997 la denominazione del reggimento divenne 4º Reggimento artiglieria controaerei "Peschiera".
Nella storia recente il Reggimento ha partecipato alla difesa dello spazio aereo prendendo parte all'Operazione Deny Flight, all'Operazione Dinak – NATO Allied Force (7 marzo 1999-21 giugno 1999) di supporto all'Operazione Allied Force, con uno schieramento antiaereo basato su quattro batterie Hawk a Punta Contessa di Brindisi, Torre Veneri di Lecce, Torre Cintola di Monopoli e all'Aeroporto di Bari-Palese, che hanno contribuito ad assicurare la protezione degli aeroporti della Puglia. Ha poi partecipato, nel 2002, alla protezione del "Vertice NATO-Russia" di Pratica di mare, alle operazioni della firma della Costituzione europea di Roma nel 2004, nei funerali di Papa Giovanni Paolo II e del successivo insediamento di Papa Benedetto XVI nella Città del Vaticano, nel 2005. Nel febbraio 2006, alla protezione dei XX Giochi olimpici invernali di Torino.
Il 20 aprile 2011 il Reggimento è stato dotato del nuovo sistema missilistico SAMP/T.
Dal 6 dicembre del 2015 al 5 dicembre del 2016 una batteria SAMP/T del Reggimento ha contribuito alla sorveglianza dello spazio aereo sulla città di Roma nel corso del "Giubileo straordinario delle misericordia".
Dal 2016 il Reggimento è impegnato nell’Operazione Sagitta–NATO support to Turkey in Turchia.
Il 4 novembre 2022 la Bandiera di guerra del Reggimento è stata decorata dal Presidente della Repubblica Sergio Mattarella con la Croce di Cavaliere dell'Ordine Militare d'Italia

## Stemma
Lo scudo dello stemma araldico è composto da quattro quarti:
Scudo: Inquartato
- Nel primo, d'argento, alla croce di rosso, accantonata nel capo della testa di Virgilio, al naturale, in maestà, attortigliata dal serto di alloro, di verde rappresenta lo stemma della città di Mantova dove il Reggimento è stato costituito nel 1927;
- Nel secondo, d'azzurro, al tridente bizantino d'Ucraina, sormontato da una stella, il tutto d'oro, ricorda la partecipazione alla campagna di Russia (1942-1943) concretizzata dalla Medaglia di Bronzo al Valor Militare;
- Nel terzo, d'azzurro, alla stella alpina recisa, fiorita di tre e fogliata di tre, al naturale, ricorda la partecipazione del Reggimento alla campagna sul fronte Alpino Occidentale (1940);
- Nel quarto, di rosso, al silfio reciso, d'oro di Cirenaica ricorda la partecipazione del Reggimento alla campagna in Africa Settentrionale (1940-1943)

Ornamenti esteriori: lo scudo è sormontato dalla corona turrita degli Enti Militari
- lista bifida d'oro, svolazzante, collocata sotto la punta dello scudo, incurvata con la concavità rivolta verso l'alto, riportante il motto, in lettere maiuscole di nero: "CONTRO L'ALA AVVERSA"[8]
- nastro rappresentativo della ricompensa al Valore: annodato nella parte centrale non visibile della corona turrita, scendente svolazzante in sbarra dal punto predetto, passando dietro la parte superiore dello scudo rappresenta la Ricompensa al Valore conquistata durante il secondo conflitto mondiale